# Provincia de Chayanta
La provincia de Chayanta es una provincia de Bolivia, ubicada en el departamento de Potosí. Tiene una superficie de 7.026km² y una población de 98.936 habitantes. La capital provincial es Colquechaca.

## Historia
A finales del siglo XVIII, la provincia fue el escenario de una rebelión de los aymaras de habla quechua, dirigidos por el líder Tomás Katari y exacerbada cuando los españoles lo asesinaron sin juicio previo, el 15 de enero de 1781. La provincia se creó a partir del antiguo Partido de Chayanta de la Intendencia de Potosí, establecido bajo el régimen colonial español, previo a la independencia de Bolivia. 
También fue el escenario de una rebelión campesina en 1927, denominada la rebelión de Chayanta.

## Geografía
La provincia de Chayanta es una de las dieciséis provincias en el departamento de Potosí. Se extiende entre los 18°23′ y 19°6′ de latitud sur y entre los 65°23′ y 66°19′ de longitud oeste. Limita al norte con la provincia de Charcas, en el noroeste con la provincia de Rafael Bustillo, al oeste con el departamento de Oruro, en el sur con la provincia de Frías, en el sureste con la provincia de Cornelio Saavedra, y al este con el departamento de Chuquisaca. La provincia se extiende sobre unos 125 km de este a oeste y 100 km de norte a sur.

## Demografía
De acuerdo con el censo boliviano de 2024, la población de la provincia de Chayanta es de 100 498 habitantes.
La población de la provincia ha aumentado aproximadamente un tercio en las últimas tres décadas:
| Año  | Habitantes | Fuente |
| ---- | ---------- | ------ |
| 1992 | 73 128     | Censo  |
| 2001 | 90 205     | Censo  |
| 2012 | 97 583     | Censo  |
| 2024 | 100 498    | Censo  |

El idioma más hablado es el quechua 79%. Según censo de 1992 vivían en la provincia de 73.128 habitantes, esta cifra aumentó hasta el censo de 2001, el 23,4% a 90.205 habitantes. 97% de la población no tiene acceso a la electricidad, el 98% viven sin saneamiento. 74% de la población trabaja en la agricultura, el 1% en la minería, 13% en la industria, 12% en servicios.

## Municipios
La provincia de Chayanta se divide en cinco municipios, los cuales son:
- Colquechaca
- Ravelo
- Pocoata
- Ocurí
- San Pedro de Macha[3]

## Personas notables

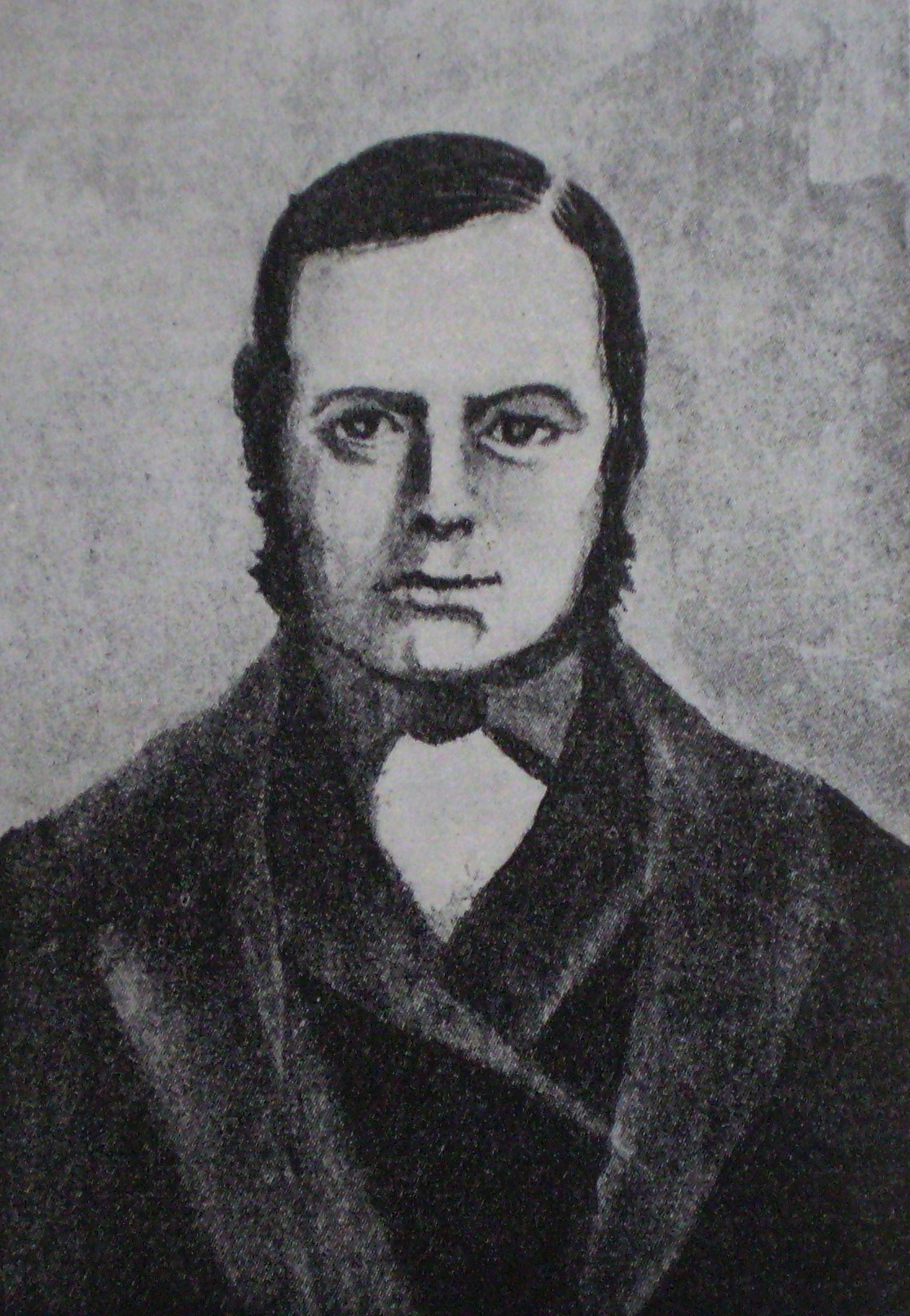
Manuel Ascencio Padilla, patriota boliviano.

- Manuel Ascencio Padilla, militar altoperuano nacido en Chipirina y asesinado en La Laguna ―actualmente llamada Padilla― en septiembre de 1816.

## Literatura
- Langer, Erick D. (1990). «Rituales andinos de la revolución: la rebelión de Chayanta de 1927», Etnohistoria, 37: págs. 227-253.
- Platt, Tristan (1982). Estado boliviano y ayllu andino: tierra y tributo en el norte de Potosí. Lima: Instituto de Estudios Peruanos.
- Serulnikov, Sergio (1988). Tomás Catari y la producción de justicia. Buenos Aires: CEDES.
- Serulnikov, Sergio (2003). Subvertir la autoridad colonial: desafíos para el dominio español en el siglo XVIII en los Andes del Sur. Durham: Duke University Press.